# Miguel Martins Abrahão
Miguel Martins Abrahão   (São Paulo, 25 de gener de 1961) és un escriptor, dramaturg i historiador brasiler.
Miguel Abrahão és fill d'una família de classe mitjana-alta de São Paulo. Es graduà en història, pedagogia i comunicació social, havent exercit diverses activitats a les institucions educatives, a més de dedicar gran part del seu temps a la literatura. Va impartir classes d'història del Brasil per al curs de postgrau de periodisme de la Universitat Metodista de Piracicaba durant els anys 80. Nessa instituição de ensino foi, também, o responsável pela implantação do Núcleo de Teatro UNIMEP em 1979, tendo coordenado todas as atividades teatrais até 1981. En aquesta institució educativa també fou responsable de l'execució del Centre de Teatre UNIMEP el 1979 i coordinà tots els projectes teatrals fins al 1981.

## Obres
Teatre
- As aventuras do Saci Pererê (Teatro infantil y juvenil, 1973)
- Pimpa, a Tartaruga (Teatro infantil y juvenil, 1973)
- O Dinheiro (Comédia em dois atos, 1976)
- Armadilha (drame policier, 1976)
- No Mundo Encantado da Carochinha (Teatro infantil y juvenil, 1976)
- O Descasamento (Comédia em dois atos, 1977)
- Pensão Maloca (Comédia em dois atos, 1977)
- A Casa (Comédia em dois atos, 1978)
- O Covil das Raposas (Comédia em dois atos, 1978)
- O Chifrudo (Comédia em dois atos, 1978)
- Pássaro da Manhã (dramatique pour adolescents, 1978)
- Alta-Sociedade (Comédia em dois atos, 1978)
- Hospí(cio)tal (Comédia em dois atos, 1978)
- O Ônibus (Comédia em dois atos, 1978)
- Discoteca (Musical em dois atos, 1978)
- O Minuto Mágico (Comédia em dois atos, 1981)
- As Comadres (Comédia em dois atos, 1981)
- Três (drama filosófico, 1981)
- A Escola (drama histórico, 1983)
- Bandidos Mareados (Teatro infantil y juvenil, 1983)
- O Rouxinol do Imperador (théâtre pour enfants, 1992)

Novel·la
- O Bizantino (1984)
- A Pele do Ogro (1996)
- O Strip do Diabo (1996)
- A Escola (2007)

Literatura infantil i juvenil
- As Aventuras de Nina, a Elefanta Esquisita (1971)
- As aventuras do Saci Pererê (1973)
- Biquinho (1973)
- Pimpa, a Tartaruga (1973)
- Confissões de um Dragão (1974)
- Lateco (1974)
- Arabela (1974)
- Junior, o Pato (1974)
- Bonnie e Clyde (1975)
- O Mistério da Cuca (1975)
- O Império dos Bichos (1979)
- O Caso da Pérola Negra (1983)

Obres científiques
- Introdução aos Estudos Históricos (didáctico, 1985)
- História Antiga e Medieval (didáctico, 1992)
- História Antiga (didáctico 1992)
- História Medieval (didáctico, 1992)